# پائولو کونته بونین
پائولو کونته بونین (ایتالیایی: Paolo Conte Bonin؛ زادهٔ ۹ فوریهٔ ۲۰۰۲) شناگر اهل ایتالیا است.
وی در مسابقات کشوری و بین‌المللی در مجموع برندهٔ ۱ مدال طلا، ۳ مدال نقره، ۴ مدال برنز شده است.